# Dałanie
Dałanie – dawna kolonia. Tereny, na których była położona, leżą obecnie na Białorusi, w obwodzie witebskim, w rejonie brasławskim, w sielsowiecie Opsa.

## Historia
W latach 1921–1945 kolonia leżała w Polsce, w województwie nowogródzkim (od 1926 w województwie wileńskim), w powiecie brasławskim, w gminie Opsa.
Według Powszechnego Spisu Ludności z 1921 roku zamieszkiwało tu 11 osób, 9 było wyznania rzymskokatolickiego, a 2 prawosławnego. Jednocześnie 9 mieszkańców zadeklarowało polską przynależność narodową, a 2 rosyjską. Był tu 1 budynek mieszkalny. W 1931 w 5 domach zamieszkiwało 37 osób.
Wierni należeli do parafii rzymskokatolickiej w Opsie. Miejscowość podlegała pod Sąd Grodzki w Opsie i Okręgowy w Wilnie; właściwy urząd pocztowy mieścił się w Opsie.